# Prodigy Tactics
《Prodigy Tactics》是由Hanakai Studio开发战略角色扮演游戏。游戏于2018年发行，对应Windows平台。
Screen Rant编辑的评测称游戏华丽，战斗机制有新意，但故事简单、角色没有个性。